# Offensiva
Un'offensiva è un'operazione militare dove la forza armata viene utilizzata in progressione aggressiva per occupare il territorio, eliminare le forze nemiche o raggiungere altri obiettivi strategici, operativi o tattici. Altri termini sono "attacco", o più specificamente "invasione".

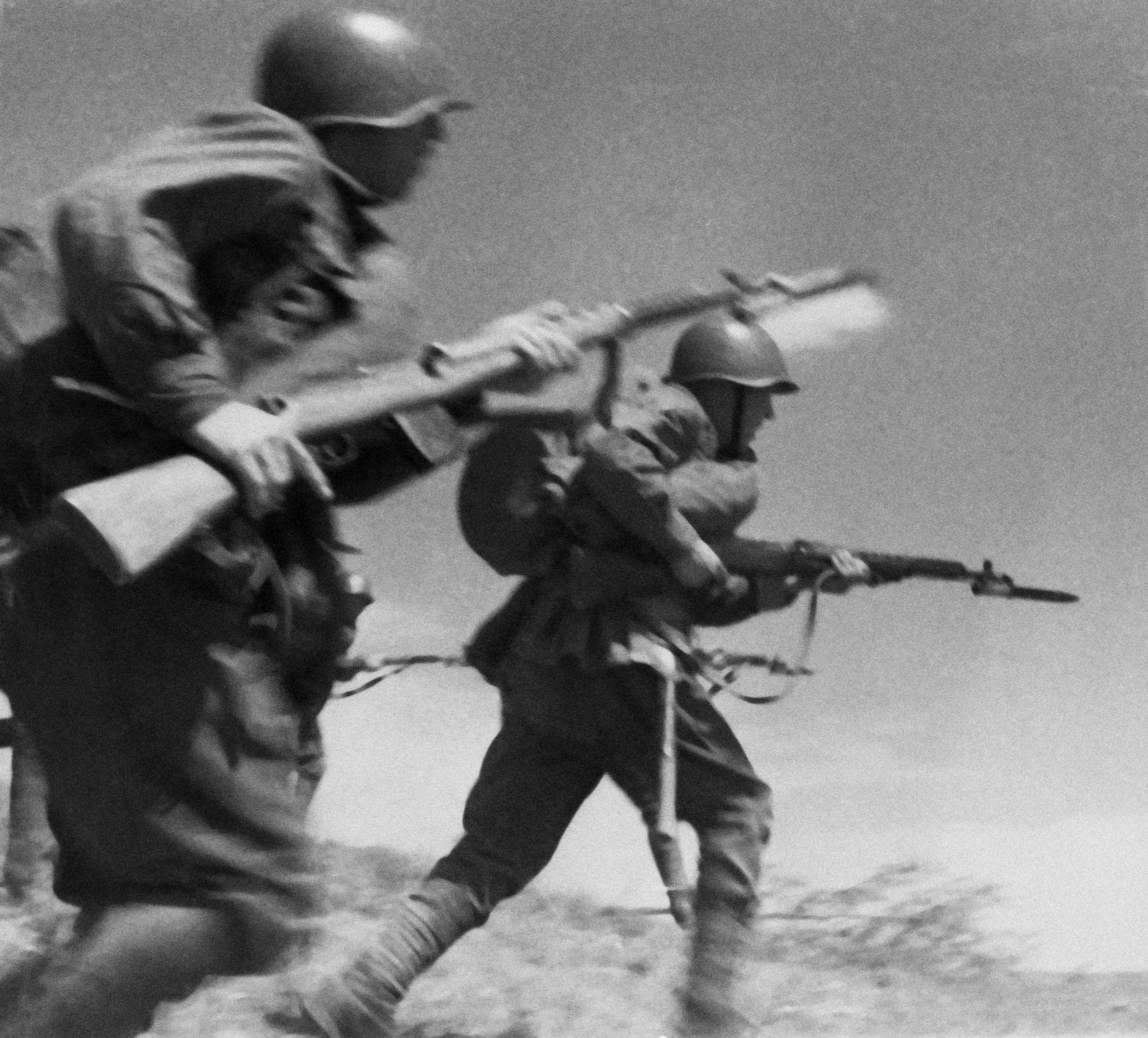
Soldati dell'Armata Rossa mentre passano all'offensiva sul fronte orientale durante la seconda guerra mondiale

Solitamente, per la riuscita di un'offensiva serve impiegare un numero di truppe maggiore per la parte attaccante. È uno dei mezzi per prendere l'iniziativa in uno scontro ed era considerata utile per la vittoria, sebbene necessitasse di una fase difensiva durante la sua esecuzione. Può essere di tre tipi: Terrestre, Navale o Aerea.
Un'offensiva navale, come l'attacco giapponese a Pearl Harbor, richiede di dover ripensare le strategie nazionali oltre a un significativo impegno logistico per distruggere le capacità navali nemiche. Può anche essere usato per interdire le navi nemiche, come la battaglia dell'Atlantico della Seconda Guerra Mondiale. Le offensive navali possono anche essere tattiche, come l'operazione Coronado IX  condotta dalla Mobile Riverine Force della Marina degli Stati Uniti durante la guerra del Vietnam.
Un'offensiva aerea vanta un'elevata tipologia di operazione, solitamente stabilita dal tipo di aeromobili impiegati. Le offensive, condotte con l'uso di aerei da combattimento, consentono di instaurare una superiorità aerea sia in un dato spazio aereo, sia su un dato territorio. Un'offensiva di bombardamento strategico, condotta da bombardieri, è una tipologia largamente impiegata dagli Alleati durante la seconda guerra mondiale. È definita offensiva aerea anche l'uso di aerei da attacco al suolo a sostegno delle offensive di terra, come quella eseguita nella fase d'apertura dell'operazione Kutuzov e dell'operazione Polkovodets Rumyantsev dell'Armata Rossa, quando centinaia di aerei Il-2 furono usati in massa per sopraffare le truppe di terra della Wehrmacht.

## Offensiva strategica
Un'offensiva strategica è definita anche campagna militare. È parte di una ampia strategia generale del conflitto con riferimento ad un teatro operativo ben definito. Ad esempio, l'operazione Barbarossa è una offensiva avvenuta in un teatro operativo composta da tre campagne distinte ma interconnesse, nei territori dell'URSS meridionali, centrali e settentrionali. Le operazioni offensive strategiche sovietiche durante la seconda guerra mondiale prevedevano operazioni coordinate su più fronti. Insieme alle operazioni della Wehrmacht, sul fronte orientale della seconda guerra mondiale, queste sono considerate le più grandi operazioni militari del ventesimo secolo. 
Un'offensiva strategica sviluppa il massimo potenziale bellico di una nazione e coordina diverse divisioni o armate a sua disposizione. In definitiva, l'offensiva strategica si può considerare come la combinazione di tutte le risorse disponibili per raggiungere obiettivi definiti, a volte anche risolutivi in un conflitto, atti a rovesciare l'equilibrio di potere tra i belligeranti. Tuttavia, la pianificazione e l'esecuzione di offensive strategiche si basano sempre su considerazioni teoriche perché è difficile nascondere al nemico i preparativi propedeutici al lancio di una offensiva strategica che richiede uno consistente schieramento di mezzi e truppe per operazioni su larga scala, facilmente visibile all'occhio delle moderne intelligence militari.
Un'offensiva strategica è l'insieme di offensive operative simultanee, in tandem o a più fasi che hanno come scopo il raggiungimento di obbiettivi specifici che, di solito, consistono nel portare il nemico verso una sconfitta completa, alla distruzione di numerosi battle group o l'occupazione strategica di un territorio significativo come l'offensiva strategica della Manciuria.
Ogni data offensiva strategica è una combinazione di fattori come la dottrina militare nazionale, l'esperienza militare passata e l'analisi delle circostanze socio-politiche, economiche e militari.